# Ride the Wild/It's a Hectic World
Ride the Wild/It's a Hectic World è il primo singolo della punk band californiana Descendents, pubblicato nel 1979 dalla New Alliance Records.

## Tracce
1. Ride the Wild – 2:30
2. It's a Hectic World – 1:34

## Formazione
- Bill Stevenson - batteria
- Frank Navetta - chitarra, voce
- Tony Lombardo -  basso, voce